# Santibáñez de la Isla
Santibáñez de la Isla es una localidad del municipio de Santa María de la Isla, en la provincia de León, Comunidad Autónoma de Castilla y León (España). Está situado en la vega del río Tuerto. Las actividades económicas principales son la agricultura de regadío, la ganadería y algunas empresas de tipo familiar en el sector terciario. Dispone de instalaciones deportivas y zonas  de recreo.
ETIMOLOGÍA
Al parecer el nombre deriva de la voz del latín San Joanes (San Juan) de la Isla. 
GEOGRAFÍA
Forma parte de la comarca de Vega del Tuerto, situándose a 44 kilómetros de la capital leonesa. Su término municipal está atravesado por la Autovía del Noroeste en el pK 310.
El relieve del municipio está caracterizado por la vega del río Tuerto, que cruza el territorio de norte a sur poco antes de desembocar en el río Órbigo. Se trata de un terreno muy llano con muchos canales para el regadío. El pueblo se alza a 787 metros sobre el nivel del mar.
Historia
Demografía	
Símbolos	
Descripción

LUGARES DE INTERÉS
Iglesia de Nuestra Señora de la Expectación de María.
La actual iglesia es una construcción en planta de cruz. En cuyas líneas destaca, la esbeltez y las proporciones armoniosas, rematadas por una torre de espadaña de 23 metros de altura, orgullo de Santibáñez y reproducida en múltiples expresiones culturales de sus gentes. 
Comenzó a construirse en el año 1.797, siendo en 1816 cuando comienza a utilizarse. En 1817 se construyen el crucero y la torre. 
Parque de San Juan. 
Parque que desde hace más de 60 años han cuidado los vecinos de manera voluntaria, dando forma a un agradable jardín con más de 100 especies.
Es un lugar fresco y relajante situado entre la rivera del Río Tuerto y la carretera principal del pueblo. 
Cooperativa del Campo 'San Blas'.
Refundada en 1944, la cooperativa es considerada la de mayor longevidad en activo de la provincia leonesa y una de las diez españolas de más larga trayectoria que continúan prestando servicios y está en plena forma. Actualmente cuenta con más de una treintena de socios y está abierta a los agricultores de todos los pueblos que quieran participar en esta. Su labor es dar servicio a todo aquello que está relacionado con el campo: abonos, fitosanitarios, semillas, gasóleo, recogida de sulfitos, etc.
PERSONAJES ILUSTRES
BEATO AMBROSIO DE SANTIBÁÑEZ. Nació en Santibáñez de la Isla (León, España) en 1888. Ingresó en la Orden capuchina, e hizo su profesión temporal en 1906. Recibió la ordenación sacerdotal en 1915. Estuvo destinado en varios conventos, en los que desarrolló un amplio apostolado en el púlpito, el confesonario y las misiones populares. En la gripe de 1918 se volcó en el cuidado de los enfermos. Marchó a las misiones de Venezuela en 1926. Al regresar a España lo nombraron vicario y luego guardián del convento de Santander. Allí le sorprendieron los acontecimientos de julio de 1936. A causa de la persecución, se refugió en una casa particular. El 29 de septiembre lo detuvieron y lo encarcelaron en el barco prisión “Alfonso Pérez”, fondeado en la bahía de Santander, y, en tan difíciles circunstancias, celebraba la misa, confesaba, creó grupos para rezar el rosario o leer la Biblia..., hasta que, el 27 de diciembre de 1936, fue violentamente asesinado. Beatificado el 13-X-2013.
Recaredo López Martínez. (Santibáñez 1925-1985) Personaje muy querido y reconocido por las gentes de Santibáñez por todo el conocimiento compartido con sus vecinos. Salió a estudiar, y a su regreso se dedicó a impartir clases a la gente del pueblo, siendo promotor de grandes proyectos sociales de cooperación entre los que cabe destacar la cooperativa de San Blas.  	 	 	 	
FIESTAS
- San Blas: 3 de febrero. Fiestas patronales.   	
- San Isidro: 15 de mayo. Día festivo por ser el patrón de los labradores.   	
- San Juan: 24 de junio. La noche previa, se suele hace la tradicional hoguera de San Juan.   	
- Fiesta de la Amistad: Primer fin de semana de agosto. Fiestas de verano.   	
- Festival musical: Tuerto Rock.  	
- Concentración de Coches antiguos.  	
- Rally  	 	
Referencias	
Enlaces externos
https://www.diariodeleon.es/articulo/provincia/san-blas-cooperativa-hace-75-anos-desdeno-papel-mujer/201909080203061936917.html
http://www.franciscanos.org/agnofranciscano/m12/dia1227.html
http://www.santibanezdelaisla.es/

## Situación
Se accede a través de la CV-193-16.
Limita con Santa María de la Isla al S; con Matilla de la Vega al E; con San Cristóbal de la Polantera al NE; con Villagarcía de la Vega al N; con Villarnera al NO y con Toralino de la Vega al O.

## Evolución demográfica
| 2000 | 2001 | 2002 | 2003 | 2004 | 2005 | 2006 | 2007 | 2008 | 2009 | 2010 | 2011 | 2012 |
| 267  | 259  | 249  | 240  | 228  | 227  | 232  | 229  | 225  | 212  | 208  | 209  | 212  |

- Datos: Q6121302